# Zio Paperone e il ratto di Brigitta
Zio Paperone e il ratto di Brigitta è una storia a fumetti della Walt Disney realizzata dal grande cartoonist veneziano Romano Scarpa, pubblicata sul numero 272 del settimanale Topolino, datato 12 febbraio 1961.

## La storia
Brigitta tenta inutilmente di conquistare il cuore di Paperon de Paperoni, ma, non riuscendoci, decide di inscenare il proprio rapimento con l'aiuto di Paperino e dei nipoti Qui, Quo, Qua, al fine di capire quanto Paperone tenga a lei. Tuttavia, dopo aver ricevuto i soldi del riscatto per il falso rapimento, Brigitta viene veramente rapita dall'incapace affarista Filo Sganga (qui alla sua prima apparizione), che vuole sapere da Paperone il segreto del suo successo. Paperone, una volta venuto a conoscenza della verità dai nipoti, li accompagna con un contenitore metallico in cui è custodito il suo segreto, che si scoprirà essere una lettera scrittagli da suo nonno Mac, facendo liberare Brigitta.